# 大開羅地區
大開羅地區（GCA，羅馬化：Al-Qāhira al-Kubrā）是埃及最大的都會區，也是非洲、中東和阿拉伯世界最大的市區，若依照人口數排序，則是世界上第16大的都會區。它含括了開羅省的所有城市、吉薩、十月六日城、舒卜拉海邁和奧伯市，根據2012年的數據，總人口數達20,901,000，幅員達1709平方公里。大開羅地區及其周邊地區在柯本氣候分類法中被歸類為沙漠氣候。

## 城市問題
埃及有六成的非正規住房位於大開羅地區

## 主要城市

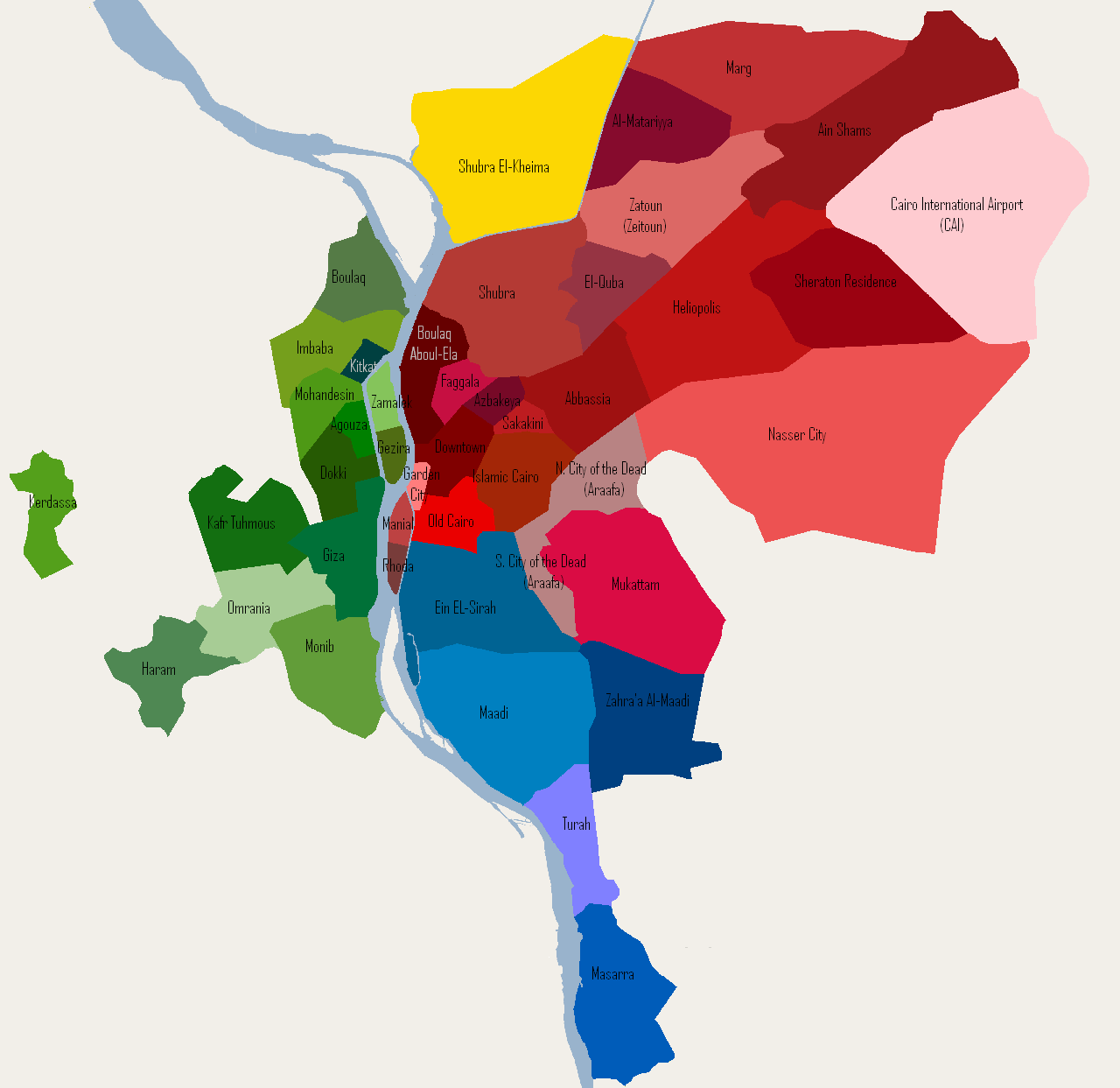
大開羅地區具體範圍

- 開羅
- 吉薩
- 赫勒萬、五月十五日城
- 納斯爾市
- 新開羅
- 赫利奧波利斯（英语：Heliopolis, Cairo）
- 舒卜拉海邁